# August Svensson (orgelbyggare)
Sven August Svensson, född 4 februari 1826 i Barkeryds socken i Jönköpings län, död där 17 augusti 1919, var en lantbrukare och amatörorgelbyggare i Krakebo utanför Nässjö.

## Biografi
Svensson reparerade orglar i Småland på 1870-talet och 1880-talet. År 1899 donerade han 1 000 kronor till en altartavla i Barkeryds kyrka, och år 1906 skänkte han en mindre orgel till Metodistförsamlingen i Nässjö.

## Lista över orglar
- 1883 Skepperstads kyrka